# Belastungsquotient
Der Belastungsquotient ist in vielen Fachgebieten eine Kennzahl, welche die Auslastung oder Belastung ins Verhältnis zu einem Bezugswert setzt.

## Allgemeines
Der Belastungsquotient ist fachgebietsübergreifend eine dimensionslose Kennzahl. Er sagt aus, wie weit ein System ausgelastet ist und signalisiert Entscheidungsträgern, ob sie Maßnahmen zur Senkung der Auslastung und/oder Erhöhung der Kapazitäten ergreifen müssen. 

## Verkehrswesen
Im Verkehrswesen ist der Belastungsquotient das Verhältnis zwischen der Bemessungsverkehrsstärke {\displaystyle Q_{B}} (Kfz/pro Stunde) und der Kapazität {\displaystyle C} (Kfz/pro Stunde). Der Belastungsquotient charakterisiert die Bewegungsfreiheit des Kraftfahrers im Verkehrsfluss und dient somit zur Bewertung eines Verkehrsweges. Der Auslastungsgrad eines Verkehrsweges wird folgendermaßen ermittelt:
{\displaystyle a={\frac {Q_{B}}{C}}}.
Er misst das Verhältnis zwischen der auf einem Verkehrsweg zufließenden Anzahl von Fahrzeugen und der Anzahl der Fahrzeuge, die im gleichen Zeitraum einen Abflussquerschnitt gerade noch überqueren kann.
Es wird angestrebt, einen Auslastungsgrad von 0,40 bis 0,60 zu erreichen. Da die unterschiedlichen Regelquerschnitte unterschiedliche maximale Kapazitäten haben, ist die Wahl dieses Querschnitts abhängig von der vorhandenen oder prognostizierten Verkehrsstärke. Bei einem Auslastungsgrad von bis zu 0,75 spricht man von ungebundenem Verkehr oder freier Fahrt (Qualitätsstufen A bis C), zwischen 0,75 und 0,90 von gebundenem Verkehr (Qualitätsstufe D). Bei Werten zwischen 0,90 und 1,0 (Qualitätsstufe E) handelt es sich um zäh fließenden Verkehr. Ab einer Auslastung von 1,0 herrscht Verkehrsstau (Qualitätsstufe F).

## Schulwesen
Beim Belastungsquotienten {\displaystyle B} wird im Schulwesen die Zahl der deutschen Schüler {\displaystyle S_{d}} der Zahl der ausländischen Schüler {\displaystyle S_{a}} gegenübergestellt: 
{\displaystyle B={\frac {S_{d}}{S_{a}}}}.
Er soll Hinweise geben, inwieweit Schüler mit Migrationshintergrund und Lernstörung den Lernfortschritt behindern. Der Belastungsquotient ist je nach Schulart und Region sehr unterschiedlich. An Hauptschulen ist der Belastungsquotient höher als an Oberschulen.

## Demografie
In der Demografie wird das Verhältnis der Anzahl von Personen im Erwerbsalter zu der Anzahl derer, die finanziell und praktisch zu versorgen sind – der Kinder und der Rentner –, Belastungsquotient genannt. Der Belastungsquotient gibt auch die Nichterwerbsfähigen je 100 Personen im erwerbsfähigen Alter an. Eine Prognose zusammen mit dem Altenquotienten zeichnet für Deutschland folgendes Bild:
| Kennzahl in %      | 2000 | 2010 | 2020 | 2030 | 2040 | 2050 |
| ------------------ | ---- | ---- | ---- | ---- | ---- | ---- |
| Altenquotient      | 26,8 | 33,6 | 38,7 | 52,5 | 61,3 | 64,3 |
| Belastungsquotient | 60,7 | 63,6 | 66,8 | 82,1 | 91,3 | 93,5 |

Beide Quotienten werden sich deutlich verschlechtern und zeigen die zunehmende Überalterung an, signifikant negativ wird sich demnach der Belastungsquotient entwickeln.

## Dermatologie
In der Dermatologie ist der Belastungsquotient {\displaystyle BQ} ein Ausdruck für die chemische Belastung der menschlichen Haut durch Sonnenschutzmittel, wobei die Menge der eingesetzten UV-Filter {\displaystyle UV_{f}} dem Sonnenschutzfaktor {\displaystyle SF} gegenübergestellt wird:
{\displaystyle BQ={\frac {UV_{f}}{SF}}}:
Je höher der Lichtschutzfaktor bei gleichbleibender Konzentration des UV-Filters ist, umso kleiner ist der Belastungsquotient und umso geringer ist die chemische Belastung der Haut und des Körpers.

## Sonstiges
Vergleichbare betriebswirtschaftliche Kennzahlen sind der Auslastungsgrad, Belegungsgrad und Beschäftigungsgrad.